# Schloss Partenstein

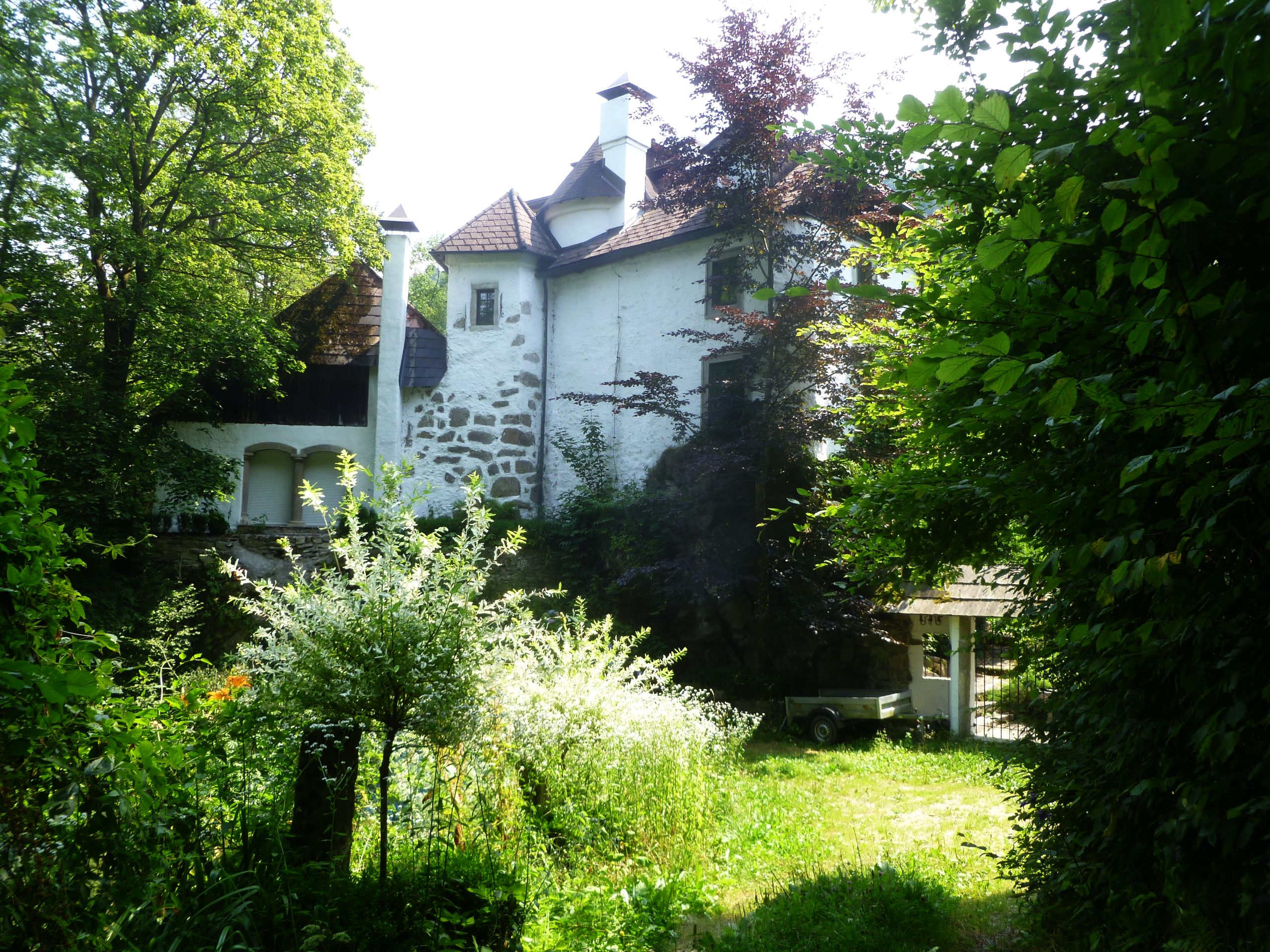
Schloss Partenstein

Das Schloss Partenstein bzw. die Halbruine Partenstein liegt im gleichnamigen Ortsteil der Gemeinde Kirchberg ob der Donau im Bezirk Rohrbach von Oberösterreich oberhalb der Großen Mühl.

## Geschichte
Die Herrschaft Partenstein gehörte zum Hochstift Passau. Erstmals wird Partenstein 1262 erwähnt, als der Passauer Bischof Otto von Lonsdorf den Besitz zur Heiratsausstattung der Kunigunde von Goldeck mit Pilgrim von Tannberg verpfändet. Dann kam die Burg als Pfand an die Harrachs. Diese hatten zugleich die Burghut inne. 1338 wurde Wernhart der Harracher genannt, 1360 bis 1372 sein Sohn Peter. Als passauische Pfleger folgte bis 1390 Peter der Urleinsberger. Um 1400 wurde Partenstein an Engelbert den Gruber auf dem Stein, einem Schwager der Harracher, verpfändet, aber von Bischof Georg von Hohenlohe 1421 wieder eingelöst. Bis 1489 dürfte die Herrschaft wieder durch Pfleger verwaltet worden sein (1443 bis 1453 durch Jörg dem Schenk, um 1489 durch Hanns Staininger). 1489 wurde die Burg dem Oswald Hasler für treue Dienste auf Lebenszeit als Leibgedinge von Bischof Friedrich von Öttingen gegeben, danach fiel sie wieder an Passau zurück.
1529 wurden alle bischöflichen Verwaltungen (Tannberg, Velden und Partenstein) im Mühlviertel nach Marsbach verlegt. Die anderen kleineren Verwaltungen wurden aufgegeben, so auch Partenstein. Bis 1556 wohnte ein Kraxenmacher auf Partenstein. Wie auf dem Stich von Georg Matthäus Vischer aus dem Jahr 1674 zu sehen ist, war Partenstein bereits damals zu einer Ruine geworden. Ein Turm und der mit einem Torbogen verbundene Teil des Hauses waren noch notdürftig gedeckt, andere Teile waren bereits ohne Dach.
1677 wurde im noch bestehenden Teil der Burg eine „Herberg im Schloss“ urkundlich erwähnt. Um 1789 wurde während und nach dem Bau einer Scheiterschwemme und eines Holzrechens für den unter der Burg verlaufenden Schwarzenbergschen Schwemmkanal in den Resten der Burg ein Wirtshaus für die Schwemmarbeiter („Schlößlwirt“) eingerichtet. Der letzte Gschlößlwirt, Franz Kastner, starb 1922 in Aschach.

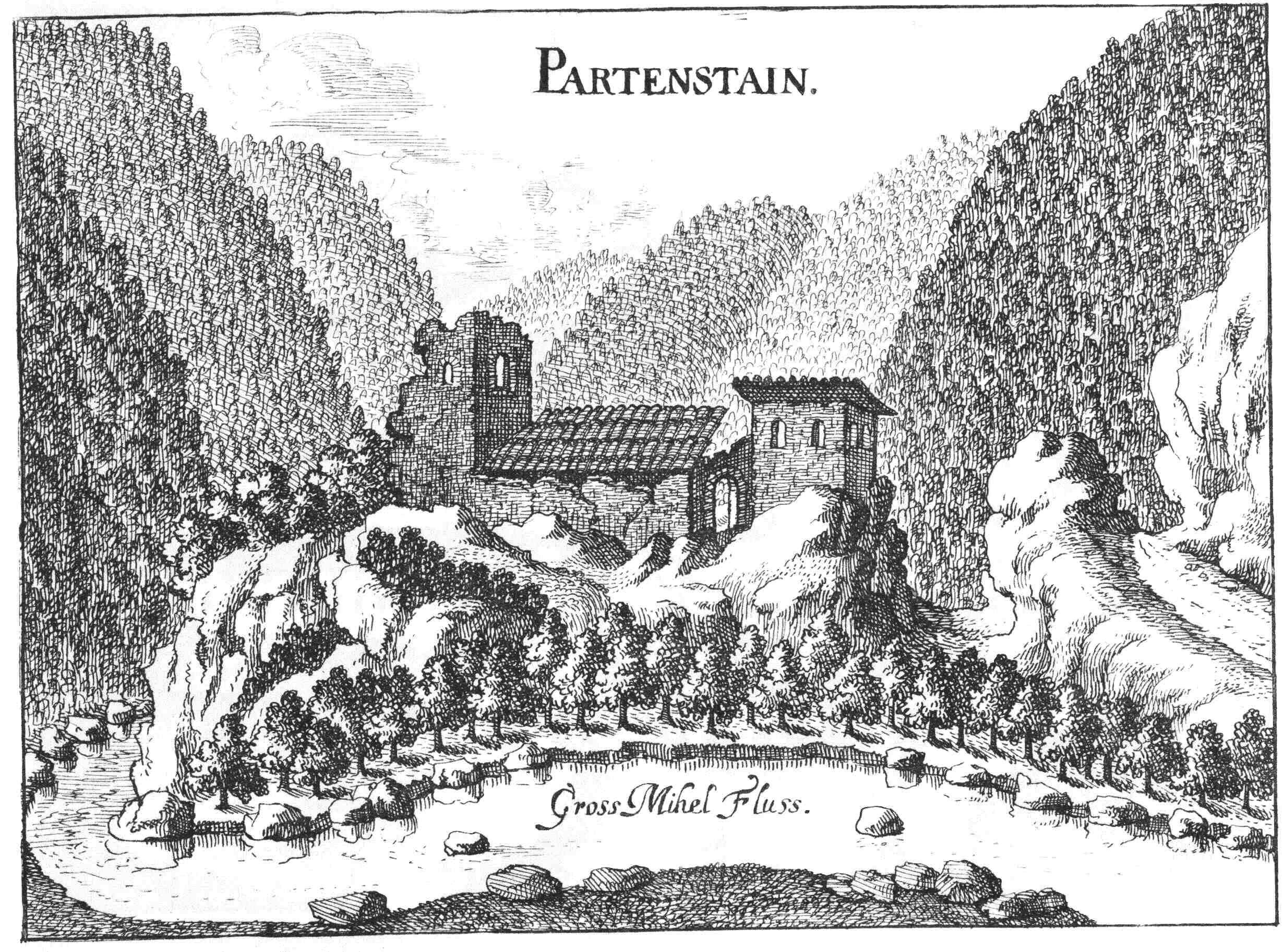
Die Burgruine Partenstein, Stich von Georg Matthäus Vischer, 1674

## Schloss bzw. Burgruine Partenstein heute
Da die Baumaterialien der Burg für spätere Umbauten und Ausbesserungen der heute noch bestehenden Teile verwendet wurden, ist der frühere Baubestand nur mehr schwer erkennbar. Der ehemalige Hauptturm im Osten wurde bis auf einen kurzen Mauerzug abgetragen. Der vordere Turmteil dürfte bereits früher Wohnzwecken gedient haben. Der daran über Eck anschließende Längsbau, vielleicht ein früherer Wirtschaftstrakt, ist zumindest ebenerdig alt. Eine alte Zisterne ist noch heute zur Wasserversorgung vorhanden. Die einstige Ringmauer existiert hingegen nicht mehr.
1919 erwarb die Oberösterreichische Kraftwerke AG die Burg und die umliegenden Gründe, um hier das Speicherkraftwerk Partenstein zu errichten, das 1924 eröffnet wurde. Der Betriebsleiter des Kraftwerks, Herr Schlögl, richtete im Schlösschen 1957 ein kleines Heimatmuseum ein. Heute ist die Anlage in Privatbesitz und kann nicht mehr besichtigt werden.